# Stuart M. Kaminsky
Stuart M. Kaminsky (Chicago, 29 september 1934 - Saint Louis, 9 oktober 2009) was een Amerikaans schrijver van misdaadromans.
Kaminsky studeerde Engels aan de University of Illinois en doctoreerde aan de Northwestern-universiteit. Hij doceerde 16 jaar film en filmgeschiedenis aan Northwestern en vervolgens zes jaar aan de "Florida State University".
Kaminsky's eerste roman was Bullet for a Star (1977) met Toby Peters. Hij schreef meer dan 50 romans en verder verhalenbundels en non-fictiewerk. Hij inspireerde ook andere schrijvers van het genre, zoals Sara Paretsky, die haar eerste roman uit de  Warshawski-reeks opdroeg aan Kaminsky. Met zijn roman over inspecteur Rostnikov, A Cold Red Sunrise, won Kaminsky in 1989 de "Edgar Award" voor beste roman. Hij kreeg nog zes nominaties voor een Edgar-prijs en verschillende andere prijzen in het genre.
Kaminsky overleed op 9 oktober 2009 op 75-jarige leeftijd aan de gevolgen van hepatitis C.

## Werken

### Romans
| - Reeks Toby Peters 1. Bullet for a Star (1977) 2. Murder on the Yellow Brick Road (1977) 3. You Bet Your Life (1978) 4. The Howard Hughes Affair (1979) 5. Never Cross a Vampire (1980) 6. High Midnight (1981) 7. Catch a Falling Clown (1981) 8. He Done Her Wrong (1983) 9. The Fala Factor (1984) 10. Down for the Count (1985) 11. The Man Who Shot Lewis Vance (1986) 12. Smart Moves (1986) 13. Think Fast, Mr. Peters (1987) 14. Buried Caesars (1989) 15. Poor Butterfly (1990) 16. The Melting Clock (1991) 17. The Devil Met a Lady (1993) 18. Tomorrow Is Another Day (1995) 19. Dancing in the Dark (1996) 20. A Fatal Glass of Beer (1997) 21. A Few Minutes Past Midnight (2001) 22. To Catch a Spy (2002) 23. Mildred Pierced (2003) 24. Now You See It (2004) | - Reeks Inspecteur Rostnikov 1. Rostnikov's Corpse (1981) (ook gepubliceerd als Death of a Dissident) 2. Black Knight in Red Square (1983) 3. Red Chameleon (1985) 4. A Fine Red Rain (1987) 5. A Cold Red Sunrise (1988) 6. The Man Who Walks Like a Bear (1990) 7. Rostnikov's Vacation (1991) 8. Death of a Russian Priest (1992) 9. Hard Currency (1995) 10. Blood and Rubles (1996) 11. Tarnished Icons (1997) 12. The Dog Who Bit a Policeman (1998) 13. Fall of a Cosmonaut (2000) 14. Murder on the Trans-Siberian Express (2001) 15. People Who Walk in Darkness (2008) - Reeks Lew Fonesca 1. Vengeance (1999) 2. Retribution (2001) 3. Midnight Pass (2003) 4. Denial (2005) 5. Always Say Goodbye (2006) 6. Bright Futures (2009) | - Reeks Abe Lieberman 1. Lieberman's Folly (1990) 2. Lieberman's Choice (1993) 3. Lieberman's Day (1994) 4. Lieberman's Thief (1995) 5. Lieberman's Law (1996) 6. The Big Silence (2000) 7. Not Quite Kosher (2002) 8. The Last Dark Place (2004) 9. Terror Town (2006) 10. The Dead Don't Lie (2007) - CSI: New York 1. Dead of Winter (2005) 2. Blood on the Sun (2006) 3. Deluge (2007) - Rockford Files-romans 1. The Green Bottle (1996) 2. Devil on My Doorstep (1998) - Buiten reeks - When the Dark Man Calls (1983) - Exercise in Terror (1985) |  |

### Verhalenbundels
- Hidden and Other Stories (1999)
- The Man Who Beat the System and Other Stories (Audio) (2000)

### Ander werk
- Kolchak: The Night Stalker
  - Fever Pitch (met  Christopher Jones en Barbara Schulz) (2003)
  - Kolchak the Night Stalker, Volume 1 (met  Joe Gentile en Jeff Rice) (2004)
  - Kolchak: The Night Stalker Chronicles (verhalenbloemlezing, met onder meer  "The Night Talker"  van Kaminsky) (2005)

### Als uitgever
- Opening Shots (1991)
- Mystery in the Sunshine State (1999)
- Show Business Is Murder (2004)
- On a Raven's Wing: New Tales in Honor of Edgar Allan Poe (2009)

### Non-fictie
- A Biographical Study of the Career of Donald Siegel and an Analysis of His Films (1972)
- Clint Eastwood (1974)
- American Film Genres: Approaches to a Critical Theory of Popular Film (1974)
- Don Siegel, Director (1974)
- Ingmar Bergman: Essays in Criticism (1975)
- John Huston: Maker of Magic (1978)
- Coop: The Life and Legend of Gary Cooper (1979)
- Basic Filmmaking (with Dana H Hodgdon) (1981)
- Writing for Television (with Mark Walker) (1988)
- American Television Genres (1991)
- Behind the Mystery: Top Mystery Writers Interviewed (Interviews by Kaminsky; photographs by Laurie Roberts) (2005)

### Filmografie
- Once Upon a Time in America (1984)
- Enemy Territory (1987)
- Woman in the Wind (1990)
- Hidden Fears (1993)
- A Nero Wolfe Mystery — "Immune to Murder" (2002)